# Hur många lingon finns det i världen?
Hur många lingon finns det i världen? är en svensk dramakomedifilm där bland annat Glada Hudikteatern medverkar. Filmen hade premiär 18 mars 2011.

## Handling
Filmen handlar om 27-åriga Alex som har misslyckats med det mesta och börjar jobba med personer som har en funktionsnedsättning på Hudiksvalls kommun. Då han upptäcker att de sjunger bra bestämmer han sig för att visa för resten av sina vänner att de är lika mycket värda.
Handlingen bygger på regissören Pär Johanssons personliga erfarenheter när han arbetade med funktionsnedsatta och ville utveckla deras förmågor i stället för att tvinga dem att lära sig saker de hade svårt för. Han startade då Glada Hudik-teatern, och en stor del av ensemblen finns med i filmen. Men det är ingen dokumentärfilm, utan filmen har bara byggts på vissa händelser och situationer som inträffat i Pär Johanssons liv. Han gör också en cameo-roll i filmens början när han är regissör och ger Alex sparken som skådespelare. 

## Rollista
- Sverrir Gudnason – Alex
- Vanna Rosenberg – Hanna
- Mats Melin – Kjell-Åke
- Theresia Widarsson – Filippa
- Bosse Östlin – Ebbe
- Ellinore Holmer – Katarina
- Maja Carlsson – Kristina
- David Gustafsson – Leif
- Marie Robertson – Annalena
- Claes Malmberg – Peter
- Cecilia Forss – Lisa
- Eva Funck - Leifs mamma
- Philip Panov – Janne
- Jill Ung – Katarinas mamma
- Tommy Sporrong – Kjell-Åkes bror
- Bill Hugg – ryttmästaren
- Nadine Kirschon – Laura
- Dag Malmberg – Micke
- Alexander Stocks – P.A.
- Kalle Westerdahl – Annalenas pojkvän
- Erland Beskow – bråkstake
- Peter Eriksson – man i kostym
- Sísí Sverrisdóttir Uggla – Josefin
- Tomas Brolin – jury 1
- Elisabet Höglund – jury 2
- Kevin Borg – jury 3
- Dogge Doggelito – programledare

## Om filmen
Filmen spelades in under sommaren och hösten 2010 främst i Hudiksvall med omnejd. Första helgen som filmen visade på svenska biografer blev den helgens mest sedda film.
Den 16 augusti 2013 släpptes en uppföljare som heter Hur många kramar finns det i världen?.

## Musiken
Låten "Från och med du" spelar en stor roll i filmen. Den gjordes ursprungligen av Oskar Linnros 2010. I filmen sjunger de också Sonja Aldéns "Du är allt".

## Mottagande
- Moviezine [4]
- Aftonbladet [5]
- Göteborgs-Posten [6]

Hur många lingon finns det i världen? sågs av 375 090 svenska biobesökare 2011 och blev därmed den tredje mest sedda svenska filmen och den tionde mest sedda filmen överlag det året.